# Ectropothecium drepanophyllum
Ectropothecium drepanophyllum är en bladmossart som beskrevs av Brotherus 1890. Ectropothecium drepanophyllum ingår i släktet Ectropothecium och familjen Hypnaceae. Inga underarter finns listade i Catalogue of Life.